# Eloxochitlán (Zacatlán)
Eloxochitlán är en ort i Mexiko. Den ligger i kommunen Zacatlán och delstaten Puebla, i den sydöstra delen av landet, 130 km öster om huvudstaden Mexico City. Eloxochitlán ligger 2 121 meter över havet och antalet invånare är 396.
Terrängen runt Eloxochitlán är lite bergig, och sluttar österut. Runt Eloxochitlán är det ganska tätbefolkat, med 96 invånare per kvadratkilometer. Närmaste större samhälle är Zacatlán, 2,2 km sydost om Eloxochitlán. I omgivningarna runt Eloxochitlán växer i huvudsak blandskog.